# Nicotiana tabacum
Pour les articles homonymes, voir Tabac (homonymie).
 (février 2012).
tabac, tabac cultivé
Espèce
Classification APG III (2009)
Nicotiana tabacum, le tabac ou tabac cultivé,  est une espèce de plante dicotylédone annuelle de la famille des Solanacées, originaire d'Amérique centrale, largement cultivée pour ses feuilles séchées riches en nicotine qui servent à la préparation du tabac manufacturé. Il est parfois appelé grand tabac et plus rarement herbe à Nicot.

## Étymologie
Le nom générique Nicotiana fait référence à Jean Nicot, ambassadeur de France à Lisbonne qui a introduit le tabac à la cour du roi de France afin de soigner les migraines du fils de Catherine de Médicis. 
L'adjectif spécifique tabacum vient d'un mot arawak qui désignait les feuilles roulées que les habitants de Haïti et Cuba fumaient lorsque Christophe Colomb découvrit l'Amérique. Il a donné « tabac » en français par l'intermédiaire de l'espagnol tabaco.

## Description
Nicotiana tabacum est une plante herbacée annuelle, robuste, de 50 cm à 1,5 mètre de haut (voire 2,5 mètres pour certaines variétés).
La racine, du type pivotant, est longue et fibreuse.
La tige dressée, de section circulaire, pubescente et visqueuse au toucher, se ramifie surtout près de son extrémité supérieure.
Les feuilles nombreuses, entières, grandes (de 30 à 60 cm de long sur 10 à 20 cm de large), fragiles, sont alternes, sessiles, un peu décurrentes, de forme ovale à lancéolée, à pointe aigüe et de couleur vert pâle. Au toucher, elles sont visqueuses comme la tige. Elles exhalent une odeur douce et attirante afin d'attirer les pollinisateurs mais aussi des substances repoussantes (la nicotine, alcaloïde volatil à l'origine d'une odeur légèrement âcre) afin d'éviter que leur séjour ne s'éternise trop et n'épuise totalement le nectar de la plante.
Les fleurs sont vert-jaunâtre, blanches ou rosées selon la variété, avec un calice réduit de 1 à 2 cm et une corolle pubescente, à cinq lobes ovales, atteignant 5 cm de long. C'est l'extrémité de la corolle qui est colorée, le tube restant toujours verdâtre. Elles sont groupées en panicules lâches.
L'ovaire est glabre.
La plante est hermaphrodite, chaque pied portant des fleurs des deux sexes. La pollinisation, entomophile, est assurée principalement par des hyménoptères et des lépidoptères. Elles apparaissent au début de l'été.
Le fruit, qui se forme jusqu'en octobre, est une capsule ovoïde à déhiscence septicide, de 1,5 cm de long. Il renferme de nombreuses petites graines.

## Propriétés
La plante contient un alcaloïde très toxique : la nicotine (dose mortelle entre 30 et 60 mg) qui est un insecticide très puissant (50 fois plus toxique que le DDT).
Les récolteurs de feuilles de tabac sont parfois intoxiqués car la nicotine passe à travers la peau (maladie du tabac vert). Il y a rarement intoxication par consommation directe de la plante.
En campagne, il faut protéger les animaux des plantations car ils supportent généralement mal de manger des feuilles de tabac.
De très nombreuses études démontrent que le tabagisme est cancérigène.

## Culture en France
Jusqu'en 1970, la réglementation de la culture du tabac reposait sur la loi du 28 avril 1816 qui proclamait que « nul ne pourra se livrer à la culture du tabac sans avoir fait préalablement la déclaration, et sans en avoir obtenu l'autorisation ».
Depuis 1970, la culture du tabac est réglementée au niveau européen.
En France, 670 planteurs ont cultivé 2 700 hectares de tabac en 2018, notamment dans la région du Lot-et-Garonne[réf. nécessaire]. La profession est organisée autour de cinq coopératives régionales.

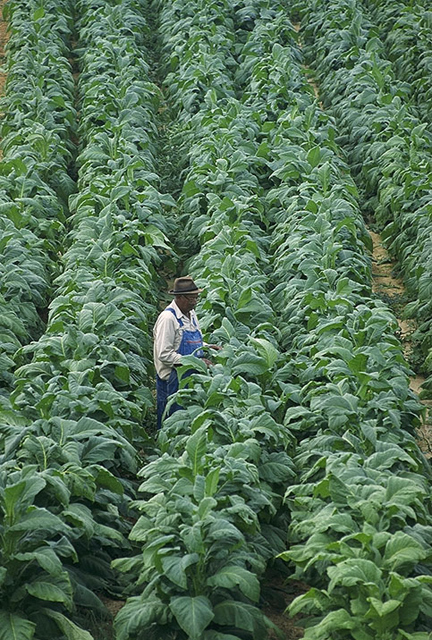
Culture de tabac
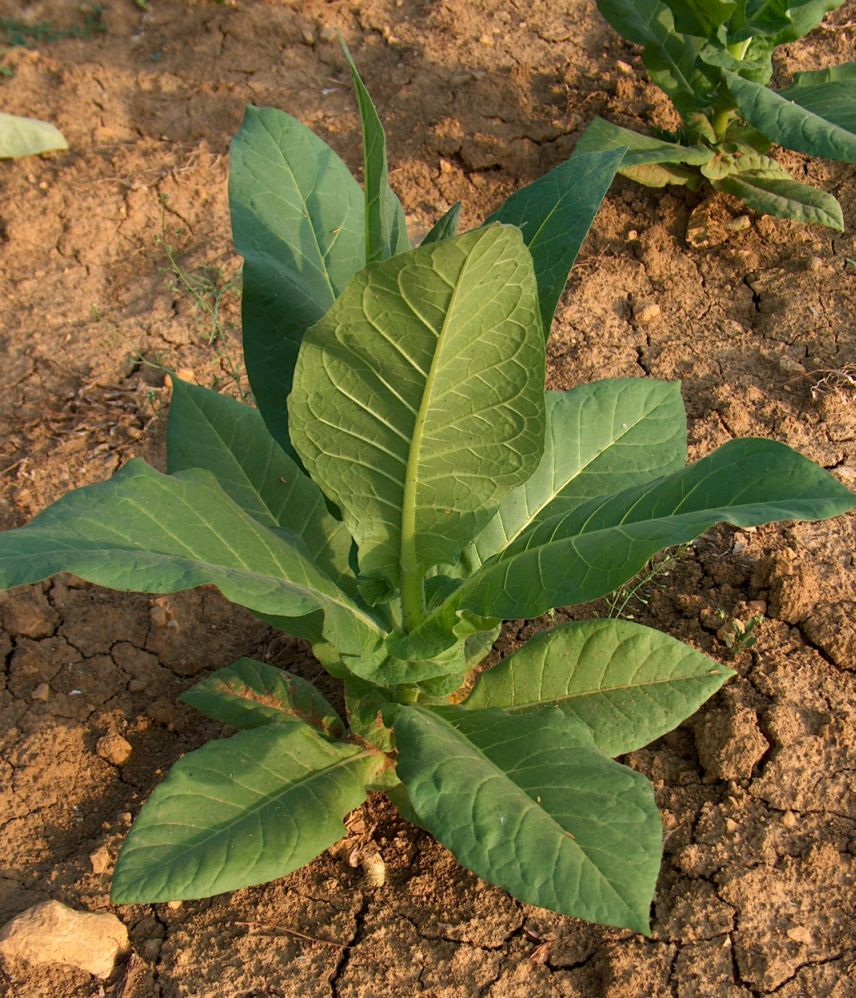
Jeune plant
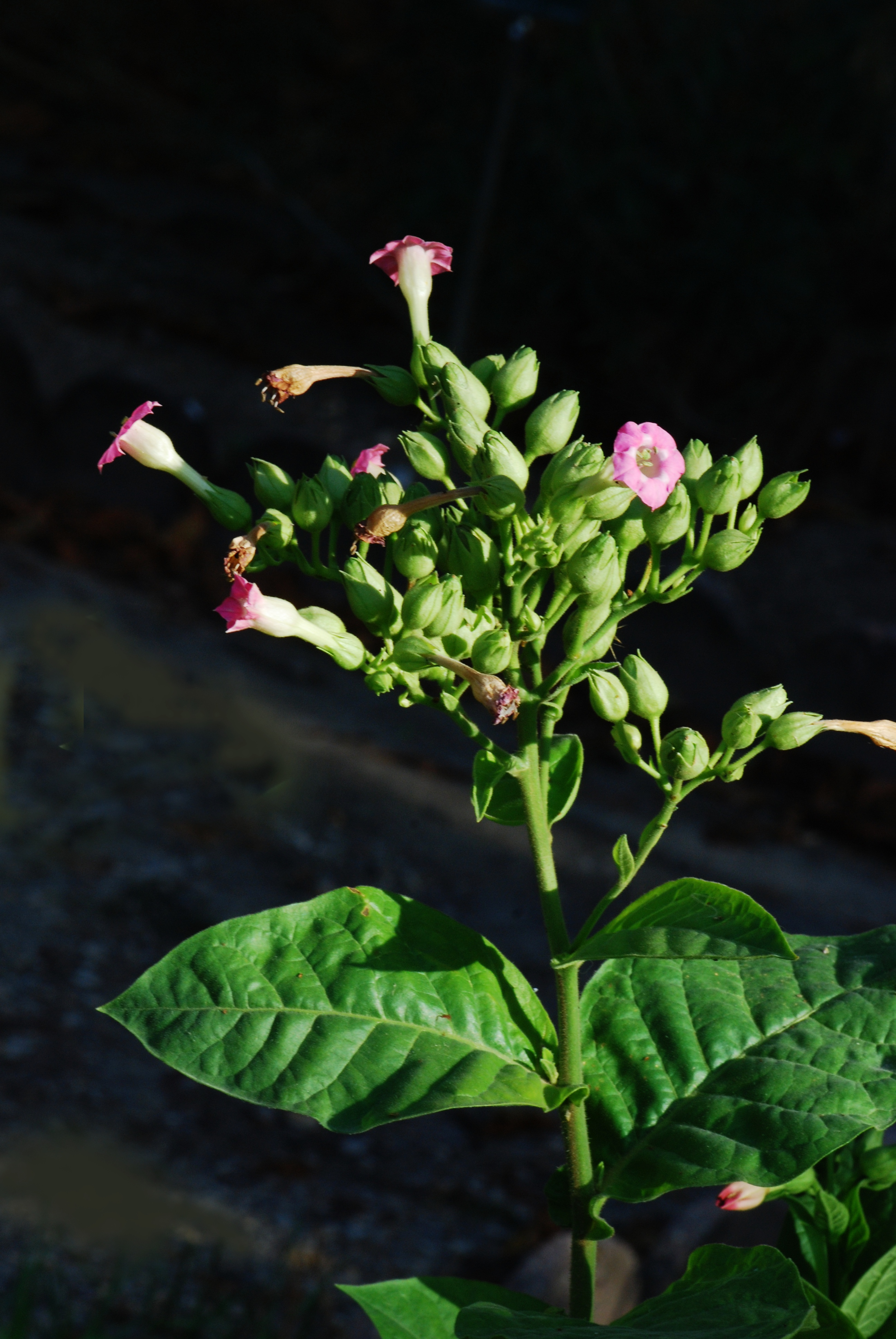
Pied en fleurs
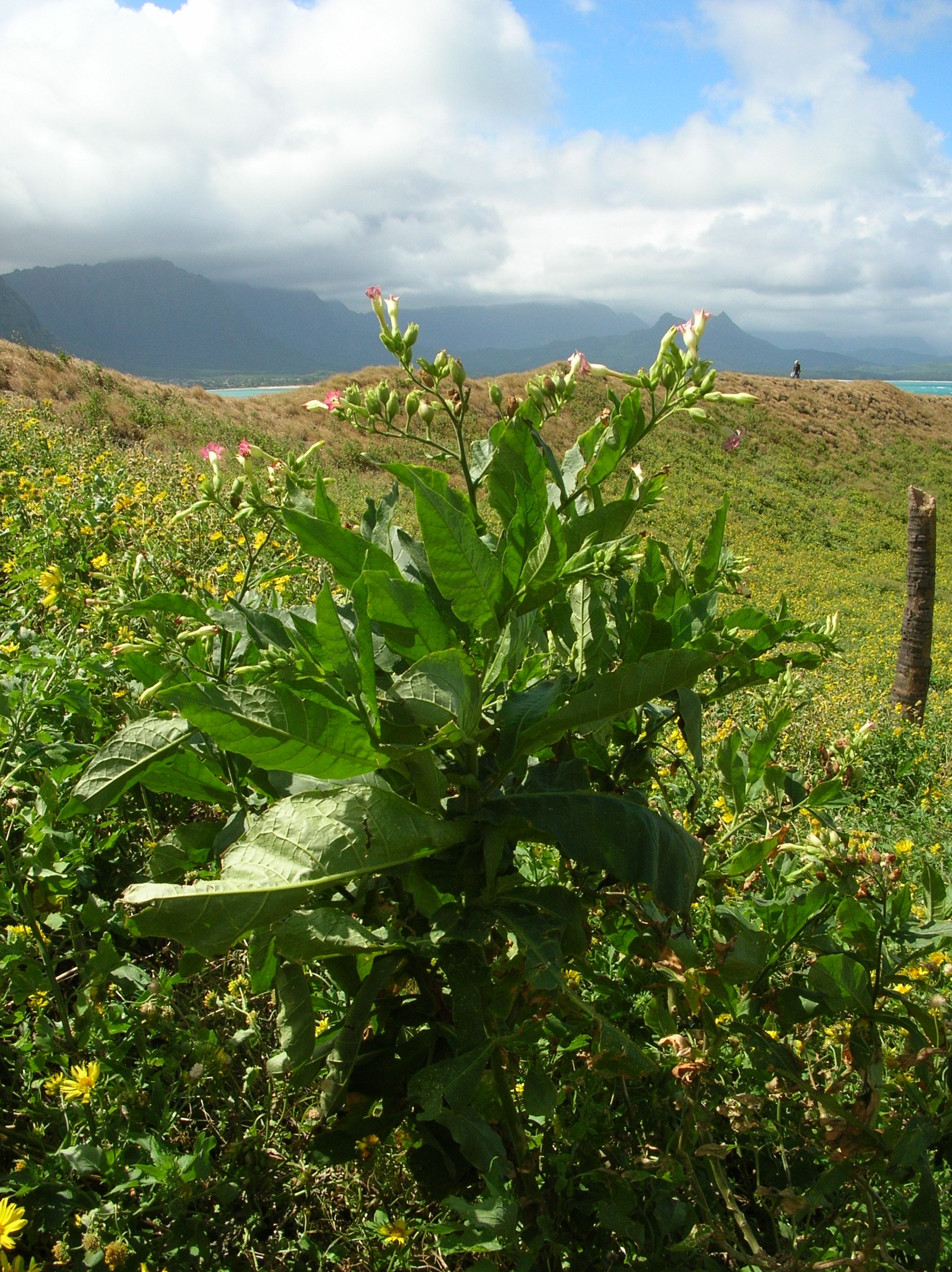
Pied à Hawaï
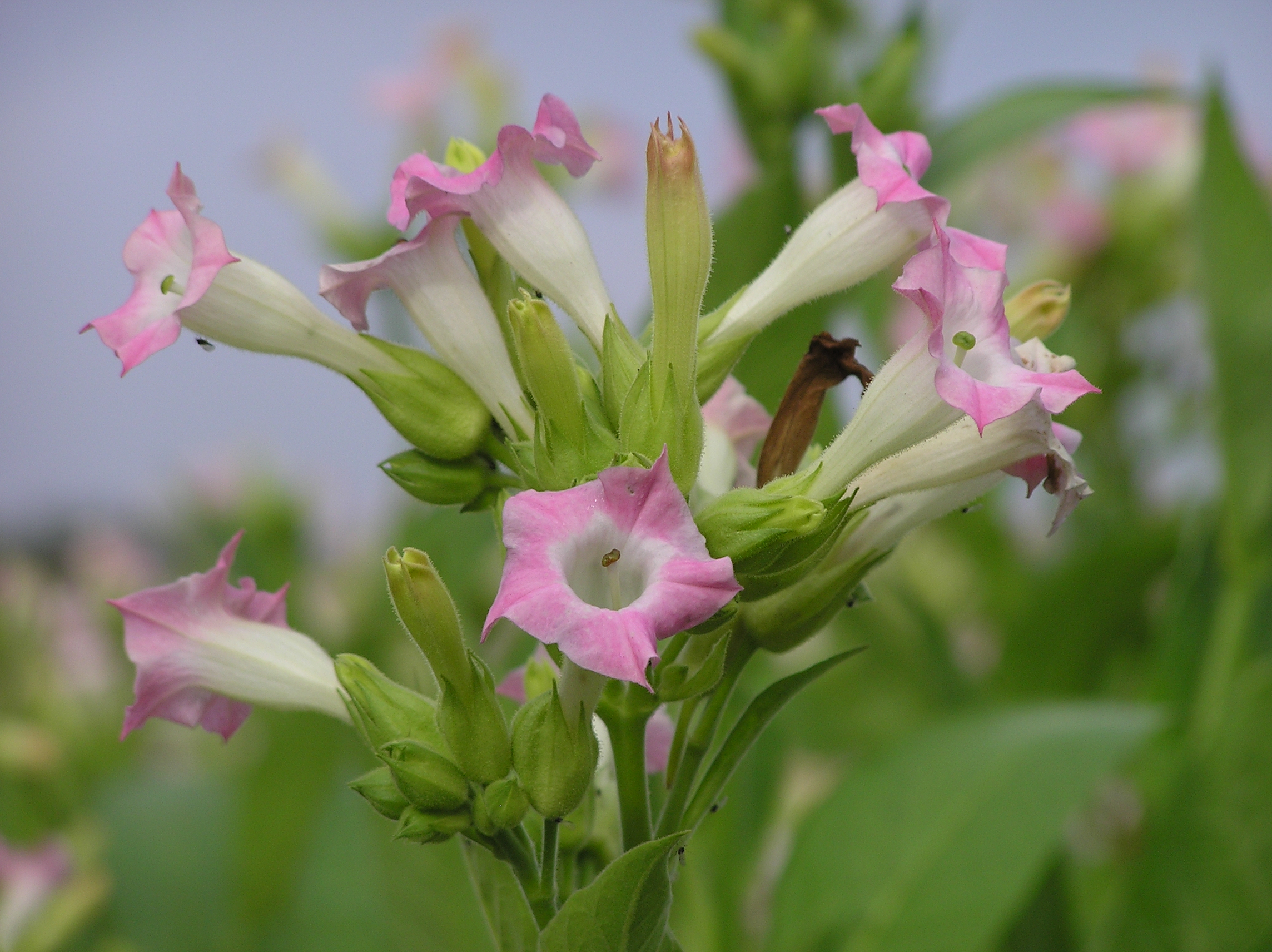
Fleurs
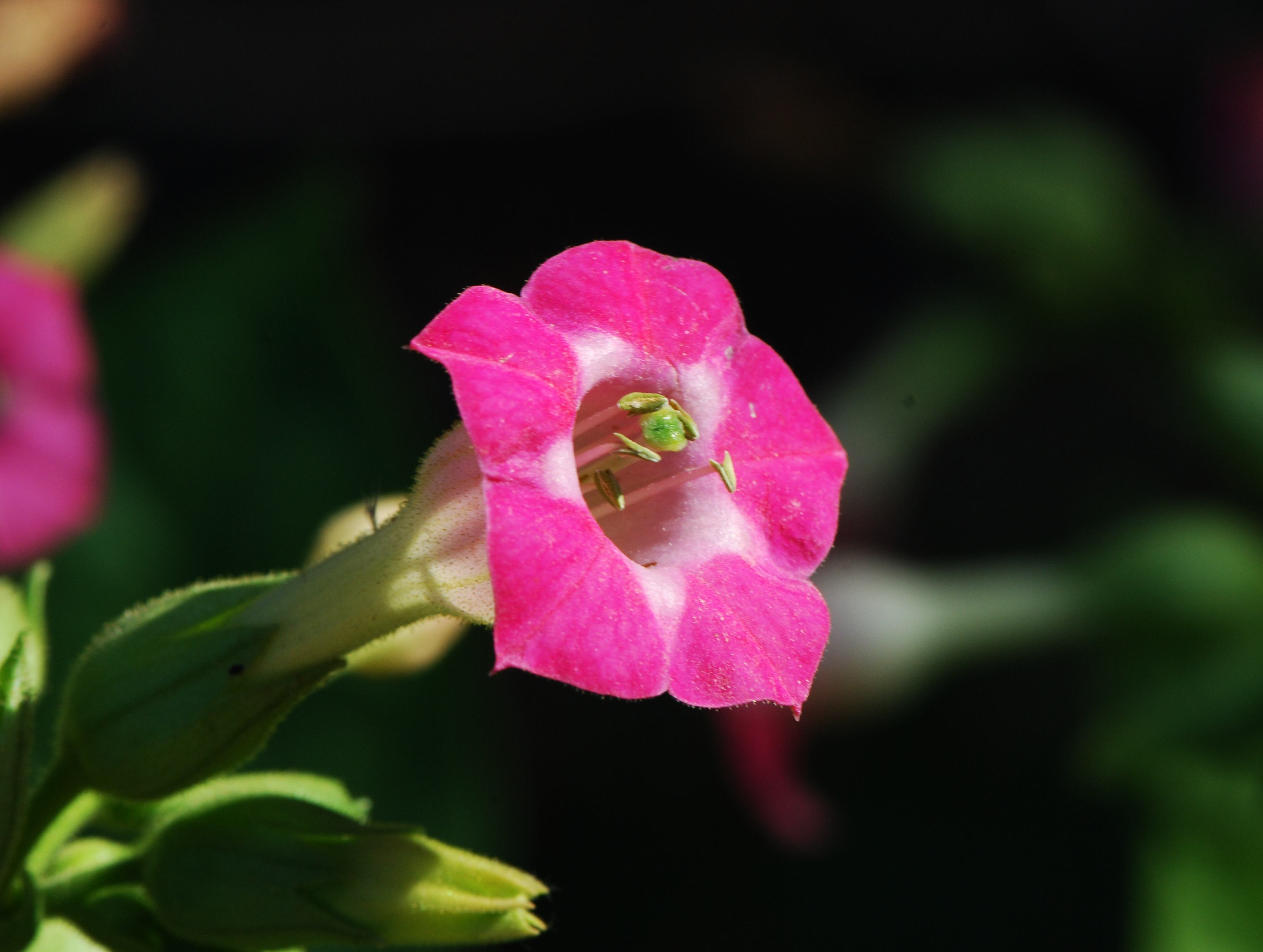
Fleur

## Parasites
Le papillon de tubercule de pomme de terre (Phthorimaea operculella) est un insecte oligophage qui préfère se nourrir de plantes de la famille des Solanacées comme la plante de tabac. Les femelles Phthorimaea operculella utilisent les feuilles pour y loger leurs œufs et les larves provenant de l'éclosion de ces œufs se nourrissent du mésophylle des feuilles.